# Гра уяви (Зона сутінків)
Гра уяви (англ. Shadow Play) — перший сегмент 23-го епізоду 1-го сезону телевізійного серіалу «Сутінкова зона».

## Сюжет
Головний герой епізоду, Адам Грант, за навмисне вбивство засуджується до найвищої міри покарання — смертної кари через повішення. Злочинець намагається довести судді, що все це — лише сон, що жоден з присутніх у залі суду не зможе існувати без нього. Полісмени забирають його, потім ведуть та саджають до тюремної камери. Перебуваючи в камері та чекаючи на виконання вироку, Адам починає в деталях розповідати іншим ув'язненим, які знаходяться з ним по сусідству, що відбувається в процесі виконання вироку. Один зі злочинців не витримує розповіді та благає Адама, щоб той замовк. Однак чоловік продовжує свою страшну розповідь. Закінчивши розповідати, Адам ще раз наголошує на тому, що все це — лише сон. Поки чоловік сидить у в'язниці, до помешкання окружного прокурора Марка, який наполягає на смертному вироку Грантові, приходить адвокат засудженого — молода жінка на ім'я Ерін Якобс — для того, щоб вплинути на прокурора, аби той змінив своє рішення. Після цього Марк о дев'ятій годині приїжджає до місця ув'язнення Адама. Чоловік розповідає прокуророві все те, про що казав на судовому засіданні та під час перебування у камері — все, що відбувається і що відбудеться з ними в майбутньому, насправді тільки сон. Після їхньої розмови Марк ще більше переконується в необхідності смертної кари та називає Гранта «страшною людиною». Прокурор попереджає Адама, що судовий вирок буде приведений до виконання в понеділок о 00:01 ночі, після чого покидає в'язницю.
Приїхавши додому, Марк все-таки починає сумніватися в реальності поточних подій. Він дзвонить до губернатора, щоб домогтися скасування вироку. Однак прокурор робить це надто пізно — виконання судового вироку вже розпочалося. До Гранта приходить священик, в якому ув'язнений впізнає свого загиблого батька. Потім Гранта ведуть до спеціальної камери, де його мають стратити. В останні секунди життя Адам раптово зникає, так само зникають виконавці смертної кари, прокурор Марк та всі, хто причетний до долі Адама Гранта. Наприкінці епізоду засідання повторюється в деталях, тільки тепер суддею виступає та сама Ерін, яка до цього була адвокатом Гранта. Адам, як і перед цим, засуджується до смертної кари, після чого всі події повторюються знову.

## Початкова оповідь
«Адам Грант, чоловік, якого неможливо описати, звинувачений у вбивстві та засуджений до смертної кари через повішення. Як і багато інших злочинців, схоплених правосуддям, страх пронизує його до самого кісткового мозку. Але не в'язниця лякає його, не довгі ночі очікування й не повільне проходження до місця, де вирішиться його доля. Є щось іще, здатне тримати Адама Гранта в гарячих лещатах страху, щось жахливіше за всі існуючі покарання, щось, що існує тільки в Зоні сутінків.»

## Кінцева оповідь
«Відомо, що сон може стати реальністю. А що, якщо реальність — лише сон? Безперечно, ми існуємо, але як і в якому вигляді? Як істоти з плоті й крові, як нам це уявляється? Або ми просто граємо роль у чийомусь заплутаному жахливому сні-маячні? Подумайте про це, а потім спитайте себе — чи живете ви тут, в цій країні, в цьому світі, або ви живете в Зоні сутінків?»

## Цікаві факти
- Актор Джордж Петрі, який на початку грає роль судді, знявся також у сто третьому епізоді четвертого сезону оригінальної «Зони сутінків» під назвою «In His Image» («На його знімку»).
- Актор Вільям Скалерт, який зіграв роль священика, також знявся в оригінальній «Зоні сутінків» — у тридцять третьому епізоді першого сезону під назвою «Mr. Beavis» («Містер Бівіс»).
- Епізод є ремейком однойменного епізоду оригінальної «Зони сутінків».

## Ролі виконують
- Пітер Койот — Адам Грант
- Джанет Ейлбер — Ерін Якобс
- Дебора Мей — Керол Річі
- Реймонд Бірі — Флеш
- Вільям Скалерт — священик
- Вільям Сміт — охоронець
- Ерл Біллінгс — Джиммі
- Джордж Петрі — суддя
- Гай Бойд — Марк Річі
- Генк Гаррет — Варден

## Прем'єра
Прем'єрні покази епізоду відбулися в США та Великій Британії 4 квітня 1986.